# サドゥシュ・ダナイ
サドゥシュ・ダナイ（Sadush Danaj 、1988年11月6日 - ）は、アルバニア・レジャ出身の元サッカー選手。現役時代のポジションは、ディフェンダー（センターバック）。